# Filippo Pacini
Filippo Pacini (Pistoia, 25 maggio 1812 – Firenze, 9 luglio 1883) è stato un anatomista e patologo italiano.
Scopritore del vibrione del colera e dei nervi del tatto delle dita.

## Biografia

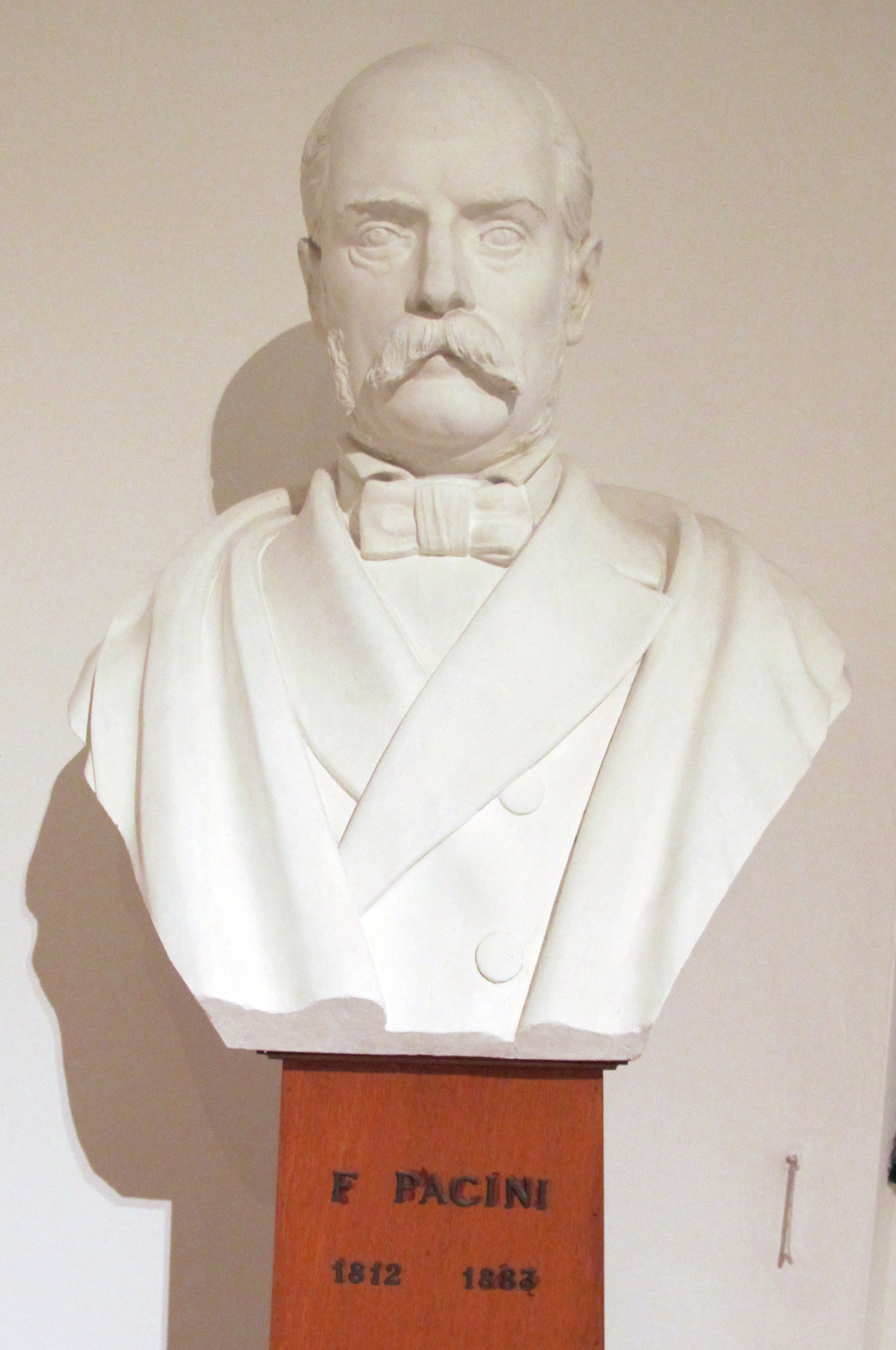
Busto di Filippo Pacini

Il padre Francesco di professione  calzolaio e la madre Umiltà Donati una famiglia modesta ma che fece in modo che il piccolo Filippo avesse una buona istruzione. 
Formatosi presso la Scuola medico-chirurgica pistoiese, condusse le prime ricerche anatomiche e istologiche nella Villa di Scornio, utilizzando un microscopio costruito da Giovanni Battista Amici e messogli a disposizione da Niccolò Puccini. Nel 1835, ancora studente, presentò alla Società Medico-Fisica Fiorentina un'importante relazione nella quale era illustrata la scoperta dei corpuscoli dei nervi digitali che oggi portano il suo nome.
Fece studi di istologia e ricerche sulla patologia del colera; vide e disegnò per primo il vibrione, nel 1854, anche se non venne preso in considerazione dalla comunità scientifica del tempo. Lo stesso vibrione venne nuovamente descritto nel 1884 da Robert Koch come l'agente patogeno del colera. Attualmente la nomenclatura binomia del bacillo del colera è Vibrio cholerae, Pacini 1854.
Fu docente di Anatomia all'Università di Pisa dal 1844 al 1846. Dal 1847 fu professore di anatomia e istologia all'Istituto di Studi Superiori di Firenze. Gli scritti autografi del Pacini si trovano nella Biblioteca Nazionale Centrale di Firenze.
Massone, fu iniziato il 30 gennaio 1862 nella loggia Concordia di Firenze, nominato membro onorario il 15 marzo 1869.
Gli sono stati intitolati l'Istituto Tecnico Commerciale di Pistoia e un'ala della Scuola Medica dell'Università di Pisa.

## Pubblicazioni maggiori
- Nuove osservazioni sopra i corpuscoli denominati Corpuscola Pacini - Annali universali di medicina (1845 lug, Serie 3, Volume 19, Fascicolo 343), su emeroteca.braidense.it.
- Nuovi organi scoperti nel corpo umano - Annali universali di medicina (1841 mar, Serie 3, Volume 1, Fascicolo 291)
- Sull'ultimo stadio del colera asiatico o stadio di morte apparente dei colerosi e sul modo di farli risorgere - Annali universali di medicina (1873 dic, Serie 1, Volume 226, Fascicolo 678)
- Sulla causa specifica del cholera asiatico; il suo processo patologico e la indicazione curativa che ne risulta: Memoria del prof. Filippo Pacini - Annali di chimica applicata alla medicina cioè alla farmacia, alla tossicologia, all'igiene, alla fisiologia, alla patologia e alla terapeutica (1866 apr, Serie 3, Volume 42, Fascicolo 4)
- Pacini. Osservazioni sulla struttura intima della retina - Annali universali di medicina (1845 lug, Serie 3, Volume 19, Fascicolo 343)
- Dei fenomeni osmotici e delle funzioni di assorbimento nello organismo 1873.
- Di alcuni pregiudizi in medicina legale, Firenze, Tipografia Cooperativa, 1876.

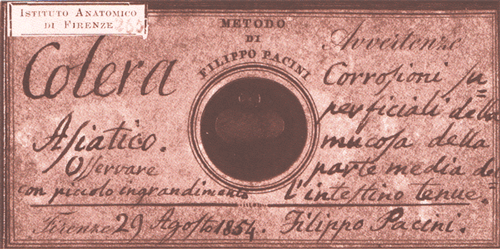
La scoperta del colera

- Del processo morboso del colera asiatico 1879
- Del processo morboso del colera asiatico del suo stadio di morte apparente e ... 1880
- Sulla struttura intima dell'organo elettrico del gimnoto e di altri pesci
- Dei liquidi per le preparazioni anatomiche: del prof. Pacini, su emeroteca.braidense.it.
- Della natura del cholera asiatico, sua teoria matematica e sua comparazione col cholera europeo e con altri profluvj intestinali: Memoria del dott. Filippo Pacini, professore di anatomia topografica, ecc., su emeroteca.braidense.it.
- Di un mezzo atto a facilitare l'esame microscopico delle macchie del sangue nelle questioni medico-forensi. Lettera del prof. Filippo Pacini a dott. Sonsino - Annali di chimica applicata alla medicina cioè alla farmacia, alla tossicologia, all'igiene, alla fisiologia, alla patologia e alla terapeutica (1872 lug, Serie 3, Volume 55, Fascicolo 1), su emeroteca.braidense.it.
- Esame microscopico di acque potabili in relazione al cholera - Annali di chimica applicata alla medicina cioè alla farmacia, alla tossicologia, all'igiene, alla fisiologia, alla patologia e alla terapeutica (1867 dic, Serie 3, Volume 45, Fascicolo 6), su emeroteca.braidense.it.